# (7580) Schwabhausen
(7580) Schwabhausen est un astéroïde de la ceinture principale.

## Description
(7580) Schwabhausen est un astéroïde de la ceinture principale. Il fut découvert le 13 octobre 1990 à Tautenburg par Freimut Börngen et Lutz Dieter Schmadel. Il présente une orbite caractérisée par un demi-grand axe de 2,55 UA, une excentricité de 0,21 et une inclinaison de 6,6° par rapport à l'écliptique.

## Compléments